# Hortênsia de Beauharnais
Hortênsia Eugênia Cecília de Beauharnais (Paris, 10 de abril de 1783 — Arenenberg, 5 de outubro de 1837) foi esposa do rei Luís I e Rainha Consorte da Holanda de 1806 até 1810. Era filha de Alexandre, Visconde de Beauharnais e de sua esposa Josefina Tascher de La Pagerie; irmã de Eugênio de Beauharnais; enteada e cunhada de Napoleão I; nora de Letícia Bonaparte; casou-se com Luís Napoleão (irmão de Napoleão) que se tornaria rei da Holanda em 1802; foi mãe do imperador Napoleão III de França.

## Primeiros anos

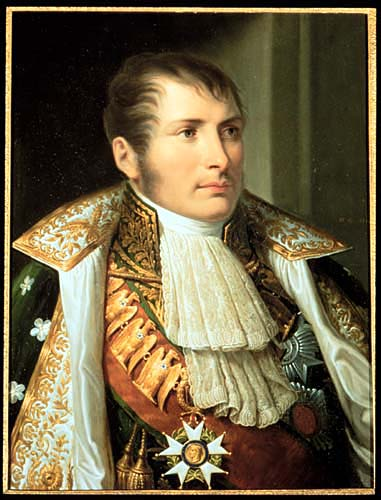
O irmão mais velho de Hortênsia Eugênio de Beauharnais, os dois manteriam um vínculo forte durante toda sua vida.

Pouco depois do nascimento de Hortênsia de Beauharnais, em 10 de abril de 1783, seus pais Alexandre e Josefina de Beauharnais se divorciam. Hortênsia tem um irmão mais velho, Eugênio, que nasceu em 1781. A mãe decide voltar para sua família na ilha da Martinica e leva apenas Hortênsia com ela. Eugênio fica na França com seu pai. 
Na Martinica, Hortênsia leva uma vida simples e calorosa, sempre próxima da mãe e da avó, adorada pelos escravos da pequena plantação da família de sua mãe. O dia todo ela cantava, dançava e curtia o sol.
Josefina tinha um acordo com o marido. Ela teve que deixar seu filho Eugênio na França quando partiu para a Martinica. Agora ela está dividida entre o desejo por seu filho e o vínculo com sua família na ilha. Então a história toma a decisão por ela. Josefina e Hortênsia precisam fugir da ilha da Martinica durante uma rebelião de escravos. Os eventos se desenvolvem tão rápido e fica perigoso para as francesas rapidamente. Eles saem da ilha apenas com o pano nas costas. Eles não têm chance de se despedir de ninguém.
Em novembro de 1790, seu navio atraca em Toulon, França. Mãe e filha estão presas lá, congelando em suas roupas tropicais. Josefina precisa usar todos os seus encantos para chegar até sua família. Eles estavam bem a tempo para o início da Revolução Francesa.

## Paris, durante a revolução
Hortênsia e Josefina estão muito felizes por se reencontrarem com Eugênio. Hortênsia teria um forte vínculo com o irmão ao longo de sua vida, e esse próximo período de sua vida pode muito bem ser um dos motivos.  As coisas não parecem boas para os aristocratas na França neste período. Em 18 de abril de 1794 Josefina é presa, seu ex-marido já está preso desde 2 de março. As crianças, de 13 e 11 anos, estão sozinhas agora. Todos os dias, eles caminham até a Prisão Carmes, onde sua mãe estava presa, e trazem roupas, comida, cartas e desenhos. Até que um dia os guardas proíbem as visitas e eles têm que encontrar outras formas de se comunicar. Certa vez, eles conseguiram contrabandear o cachorro de Josefina para a prisão, levando uma mensagem das crianças. Outra vez, eles conseguem ver os pais de um jardim nos fundos da prisão. Eles são pegos, porém, e as janelas são bloqueadas imediatamente depois disso.

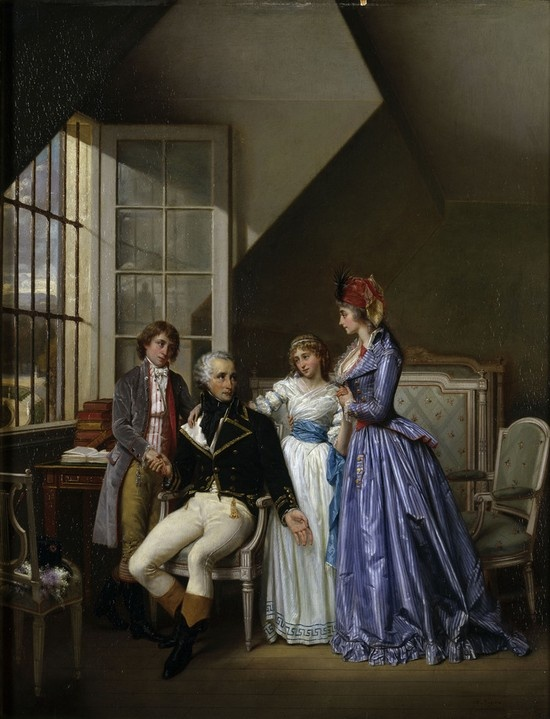
Alexandre de Beauharnais com sua família (esposa, filho, filha) durante a prisão, 1794.

Durante este tempo, Hortênsia e Eugênio frequentemente visitam o Hôtel de Salm, o palácio de Frederico III, Príncipe de Salm-Kyrburg. Frederico é irmão de Amélia, Princesa de Hohenzollern-Sigmaringen, uma querida amiga de Josefina. Corre o boato de que Amélia é amante de Alexandre de Beauharnais. A princesa e as crianças compartilham os mesmos medos, Frederico também é levado para a prisão de Carmen. O prazer de ser preso é sempre vívido, para a princesa e até mesmo para os filhos de Beauharnais. Em 22 de julho, o pai de Hortênsia, Alexandre de Beauharnais, é executado, juntamente com o príncipe Frederico e outros 44. A mãe de Hortênsia, Josefina, realmente teme por sua vida agora, esperando que ela seja a próxima. É apenas por causa da queda repentina e execução de Robespierre em 28 de julho de 1794 que sua vida é salva. Apenas seis dias após a execução do pai de Hortênsia, sua mãe é libertada, tendo passado 108 dias na prisão.
As coisas estão começando a melhorar para Hortênsia e sua família a partir de agora. Enquanto estava na prisão, Josefina conheceu Thérésia Cabarrus, a amante de Tallien, uma das pessoas que derrubou Robespierre e seu reino de terror. A primeira coisa que Tallien faz é libertar sua amante da prisão. Claro que sua nova amiga Josefina é libertada com ela. De repente, Josefina e seus filhos têm contatos no mais alto nível do governo francês, abrindo novas portas para eles. Josefina torna-se amante do Visconde de Barras, outra figura política de alto escalão na época.

## Enteada de Napoleão

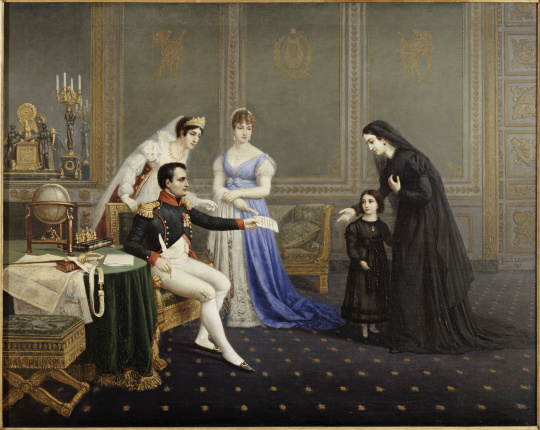
Napoleão, Josefina e Hortênsia recebendo convidados na corte.

É Barras quem apresenta Josefina a Napoleão Bonaparte, um promissor comandante do exército francês. Menos de dois anos depois de sair da prisão, Josefina se casa com Napoleão. Napoleão não gosta do nome Rosa. A partir de agora a mãe de Hortênsia é conhecida como Josefina de Beauharnais, nome que ficou famoso em todo o mundo. Este casamento de Napoleão e Josefina dita o resto da vida de Hortênsia. A estrela de Napoleão sobe e ele não permitirá que sua família fique para trás. Os casamentos são um instrumento político que Napoleão usa para expandir seu poder. Não apenas seus próprios irmãos e irmã têm que obedecê-lo. Sua enteada e enteado também viverão suas vidas principalmente a seu serviço e de sua exigente mãe.

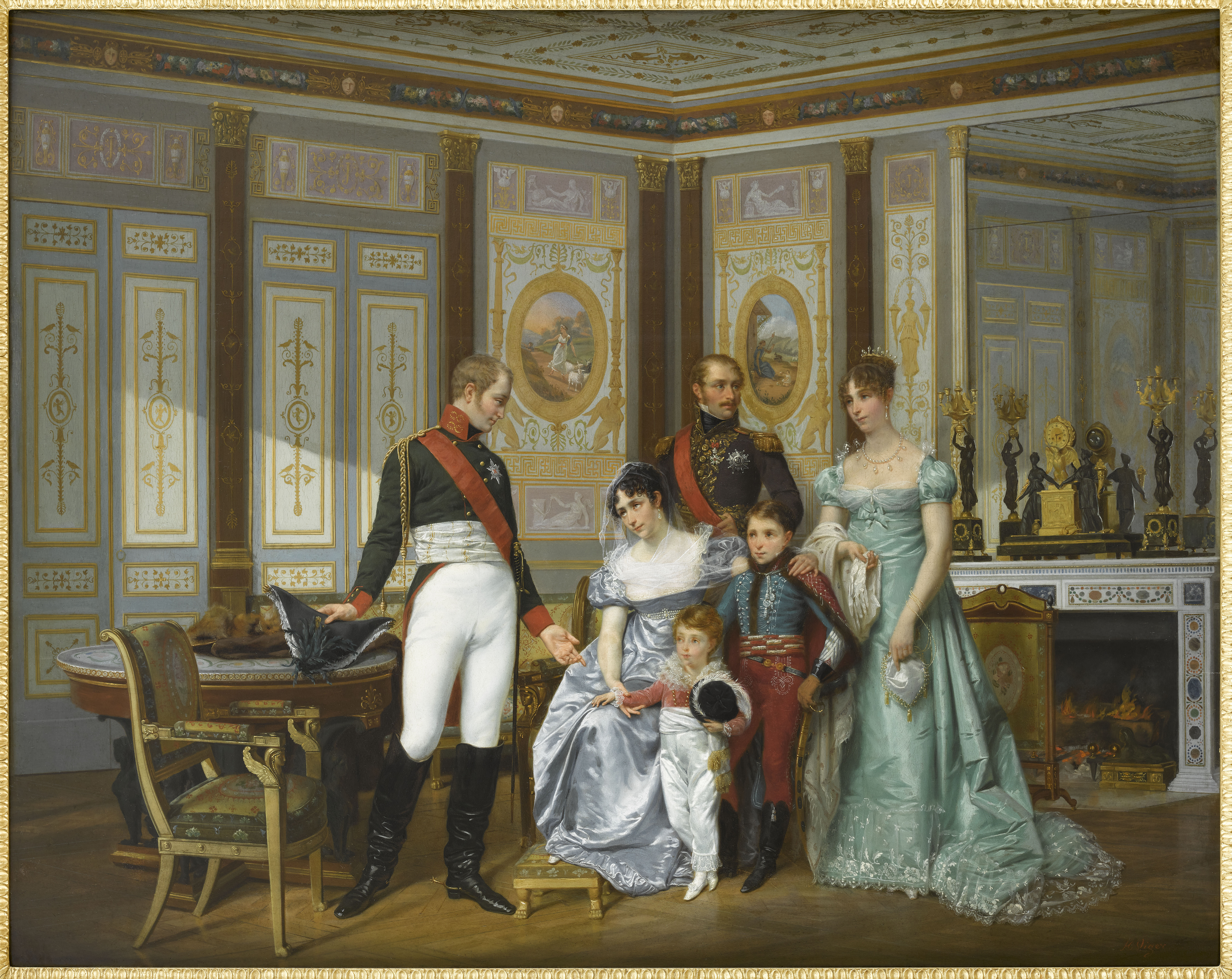
Hortênsia,Josefina,Eugênio, visitão o czar Alexandre

Em 1794, Hortênsia é admitida no internato de Mme Campan, ex-dama de companhia de Maria Antonieta. A Sra. Campan sobreviveu à revolução escondendo-se no campo. Para se sustentar, ela abriu um internato para as filhas da ex-aristocracia. Josefina, que acabou de sair da prisão, não pode pagar a taxa escolar integral. Depois de conhecer Hortênsia, a Sra. Campan fica tão encantada com ela que a admite mesmo assim. Eles se tornam amigos para a vida toda. Hortênsia adora no instituto de Saint-Germain-en-Laye, e ela se destaca lá. Como qualquer jovem, ela tem visões de amor romântico, mas Napoleão tem outros planos. Nessa época, ele é o primeiro cônsul da República Francesa. Ele e Josefina mudam-se do Palácio de Luxemburgo para o Palácio das Tulherias. Hortênsia tem apartamento próprio nesses palácios, mas prefere ficar na escola.
O clã Bonaparte desaprova o casamento de Napoleão com a mais velha e divorciada Josefina. Hortênsia e Eugênio são sempre muito maltratados por eles. O próprio Napoleão gosta muito de seus enteados. Ele os acha muito mais comportados, obedientes e leais do que seus próprios irmãos. Isso obviamente causa inveja nos Bonaparte. Portanto, não é surpresa que Hortênsia nunca goste de jantares e reuniões em família na corte. Ela prefere ficar em seu pequeno mundo, fazendo e compondo música, aprendendo e lendo.

## Rainha da Holanda

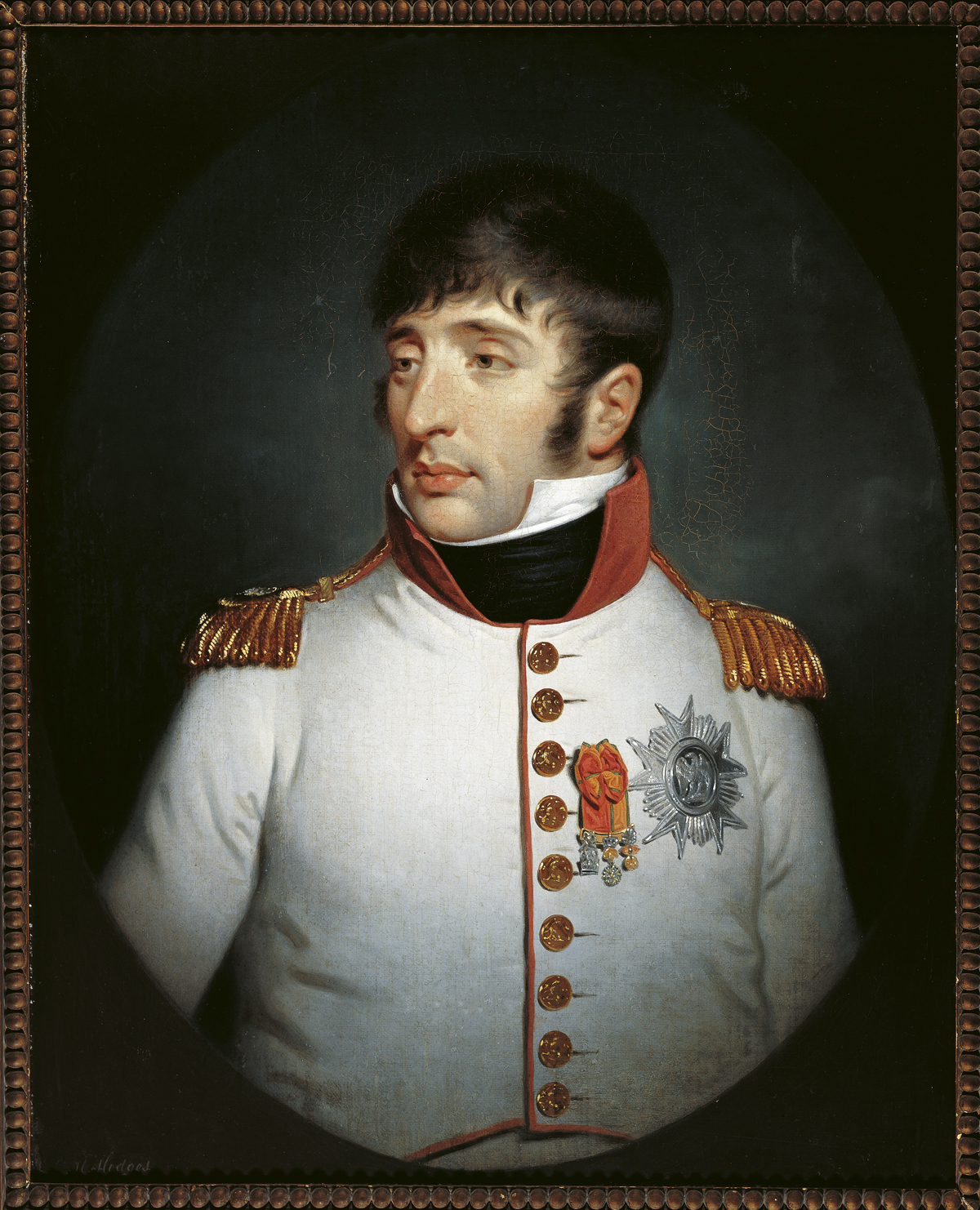
O marido de Hortênsia Luís I da Holanda, irmão de Napoleão Bonaparte.

Em 1802, Hortênsia está pronta para se casar e Napoleão sabe exatamente o cara certo para ela. É seu próprio irmão Luís Napoleão Bonaparte. Hortênsia não está nada entusiasmada com este jogo, mas sua mãe Josefina a encoraja. Ela e Napoleão têm seus motivos ocultos para promover este casamento. O casamento fortalecerá as posições de Josefina na família Bonaparte. Napoleão e Josefina estão casados há seis anos e parece que não terão filhos juntos. As pessoas ao seu redor, especialmente sua própria família, já o estão encorajando a se divorciar de Josefina por causa da falta de um herdeiro. Sempre pensando no futuro, Napoleão tinha o seguinte plano em mente. Quando Hortênsia e Luís Bonaparte se casassem e tivessem um filho, Napoleão reconheceria esse filho como seu herdeiro. Dessa forma, ele pode evitar o divórcio de Josefina e ainda manter o nome e a linhagem Bonaparte intactos. Hortênsia, obediente como é, cede, embora seja apaixonada por Duroc, um militar do exército de Napoleão. O casal se casa e se estabelece na Rue Cerutti (hoje Rue Laffitte) em Paris. Aqui nascem os dois primeiros filhos, Napoleão Carlos em 1802 e Napoleão Luís em 1804. Nesse mesmo ano, Napoleão e Josefina tornam-se imperador e imperatriz da França. Napoleão reorganizou seus peões em seu campo de jogo europeu. Luís Napoleão é coroado rei da Holanda em 1806, e Hortênsia e os filhos o seguem para o pequeno país do Norte.
Não há vida real na corte na Holanda, os palácios são pequenos e escuros, os canais cheiram mal e o tempo está ruim. Hortênsia passou apenas alguns meses na Holanda durante o reinado de Luís, de 1806-1810. A essa altura, está claro que seu casamento é um fracasso. A gota d'água é a morte de seu filho primogênito em 1807. Ela fica com o coração partido e pede a Napoleão a permissão para voltar à França. O motivo que ela deu é que teme pela vida de seu outro filho, Napoleão Luís. Na verdade, ela quer deixar a vida terrível e solitária da Holanda e ficar longe do marido, que a trata como uma prisioneira.  Ela volta para Paris e fica na Rue Cerutti novamente, sem o marido. Ela viaja pela Europa para recuperar sua força e ânimo. O nascimento de seu terceiro filho é evidência de uma breve elevação em sua vida conjugal com Luís em 1807. Isso não dura e Hortênsia e Luís vivem vidas separadas a partir deste ponto. Luís está feliz na Holanda e leva seu trabalho como rei muito a sério, muito mais sério do que Napoleão quer que ele faça. Os holandeses gostam muito dele, pois tenta aprender a língua e defende os interesses holandeses. Napoleão pensava ter enviado uma marionete por um fio, mas Luís fica cada vez menos disposto a cooperar. Isso leva à sua abdicação forçada em 1810. Quando Hortênsia descobre que está grávida do terceiro filho, sabe que o marido não mudou nada. Ele é loucamente ciumento e nunca se interessa pelas necessidades de sua esposa. Ela fica em Paris para dar à luz a Luís Napoleão em abril de 1808. Depois disso, Napoleão permite que ela fique lá. Napoleão ainda deseja adotar Napoleão Luís. Ele tem medo de que as crianças morram na Holanda, como seu irmão mais velho. Em 15 de dezembro de 1809, o divórcio de Napoleão e Josefina é finalmente anunciado. Napoleão precisa de um herdeiro, e Hortênsia não está disposta a entregar seu filho a ele. Portanto, ele precisa encontrar uma nova esposa que lhe dê filhos. Josefina está arrasada, Os Bonapartes estão em êxtase, exceto pelo próprio Napoleão. Ele chora durante a cerimônia.

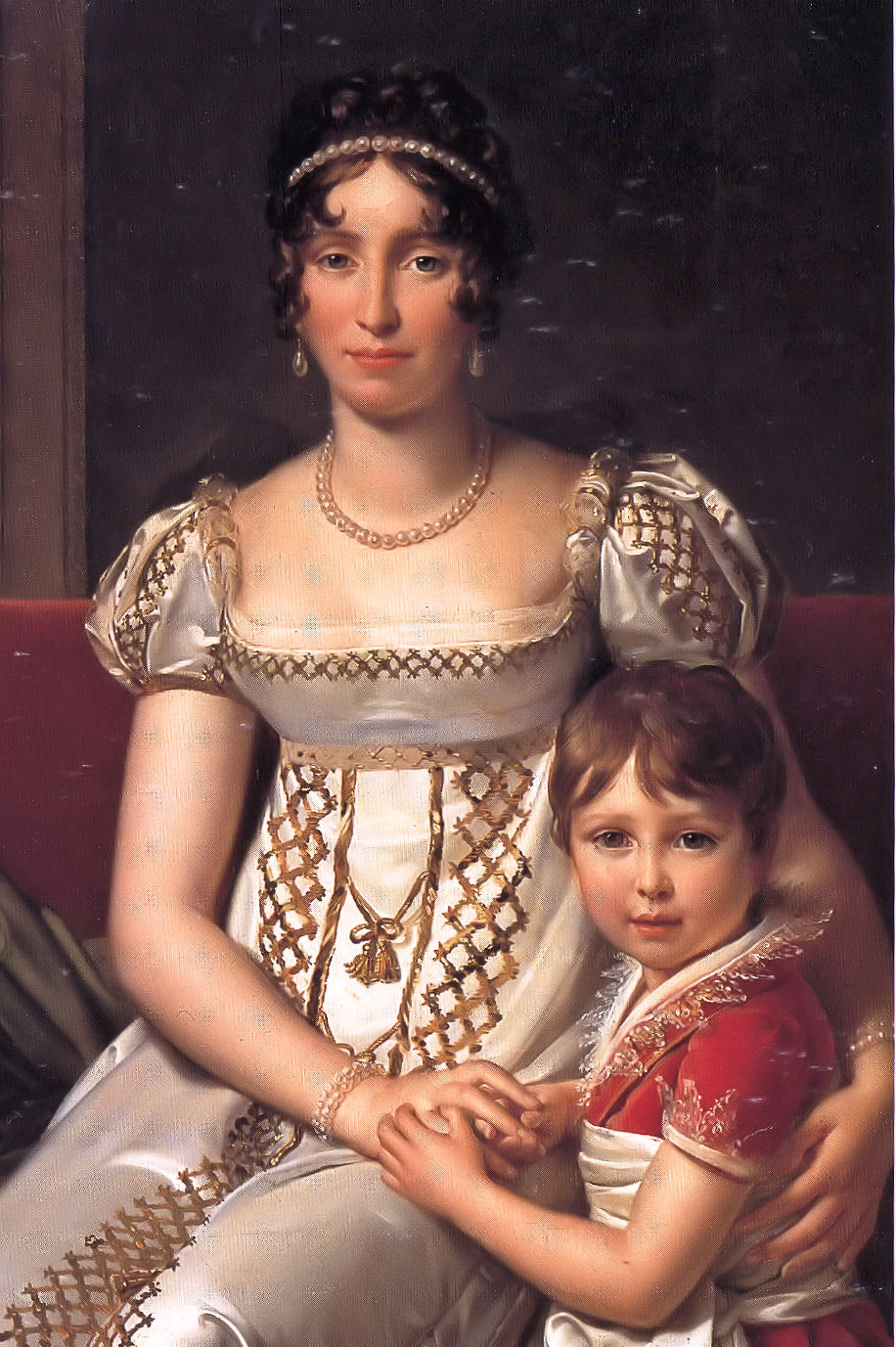
Hortênsia de Beauharnais com seu filho Napoleão Carlos Bonaparte.

Hortênsia só retorna à Holanda por um breve período em 1810. O rei Luís Napoleão força Hortênsia a voltar para a Holanda e Napoleão não a apoia desta vez. Ele encontrou uma nova esposa e sente que não é apropriado ter a filha de sua ex-esposa no tribunal. Ela concorda em ir, mas deixa o pequeno Luís Napoleão na França. Ela fica em Utrecht por um tempo, onde Luís Napoleão criou um novo palácio a partir de prédios antigos na Wittevrouwenstraat 1-11. Hoje em dia a Biblioteca Universitária está localizada lá. Em seguida, eles partem para Amesterdão, onde Luís confiscou o Paleis op de Dam. Esse lugar grande, feio e frio deprime ainda mais Hortênsia. Ela está completamente isolada lá e sua saúde está se deteriorando rapidamente. Luís permite que ela vá para Paleis het Loo, no interior perto de Apeldoorn, para tomar um pouco de ar fresco. Ela tem que deixar seu filho mais velho para trás, e também não encontra alívio em 't Loo. Ela percebe que não é o ar holandês que a deixa doente. É a relação sufocante que ela tem com Luís. Ela se decidiu e em 1810 ela deixou seu reino, rei e filho para trás. Ela viaja para Plombieres, supostamente para visitar o spa termal. Ela nunca mais volta.
Na mesma época, o rei Luís Napoleão percebe que nunca poderá vencer de seu irmão Napoleão. O exército francês já está batendo às portas de Amesterdão. Ele toma medidas desesperadas para manter sua honra e proteger os interesses da população holandesa. Ele sabe que eles não podem vencer do exército francês e sofreria imensamente se ele não cedesse ao irmão. Ele abdica em 1 ° de julho de 1810 e nomeia seu filho mais velho Napoleão Luís como o novo rei da Holanda. Como o garoto de 5 anos não está pronto para governar, ele nomeia Hortênsia seu regente E no meio da noite, ele foge do país, deixando seu filho, o rei Luís II para trás com sua governanta. Assim que Hortênsia fica sabendo do desaparecimento de Luís, ela manda alguém para a Holanda buscar seu filho. Ele pede que o menino o leve para Sains-Cloud, onde se reencontra com seu irmão mais novo e sua avó. Nove dias após a abdicação do rei Luís Napoleão, Napoleão invade e anexa a Holanda ao Império Francês.

## Amor secreto

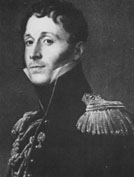
O General Carlos de Flahaut, amante secreto de Hortênsia de Beauharnais.

Hortênsia, finalmente livre para tomar suas próprias decisões, aproveita para viver uma paixão que havia estado escondida por anos. Ela começa um caso com Carlos de Flahaut. Carlos é supostamente um filho ilegítimo de Talleyrand. Hortênsia ficava em Genebra, na Suíça, na época. Em setembro de 1811, nasce Carlos Augusto Luís José, o futuro Duque de Morny. As únicas pessoas que sabem dessa criança ilegítima de Hortênsia e Flahout são alguns de seus companheiros mais próximos. Dois deles são seu irmão Eugênio e a mãe de Flauhout, que leva a criança com ela e a cria. Hortênsia volta a Paris para morar com seus dois filhos legítimos, eles ficam novamente na rua de Cerutti. Sua mãe Josefina não é mais a esposa de Napoleão, e Hortênsia e Luís  estão oficialmente separados. Sill Napoleon trata Hortênsia como sua filha. Ela é bem-vinda no tribunal e ele confia nela. Ela o apoia, mesmo após a morte de Josefina em 1814, e durante as derrotas de Napoleão no final de seu reinado.

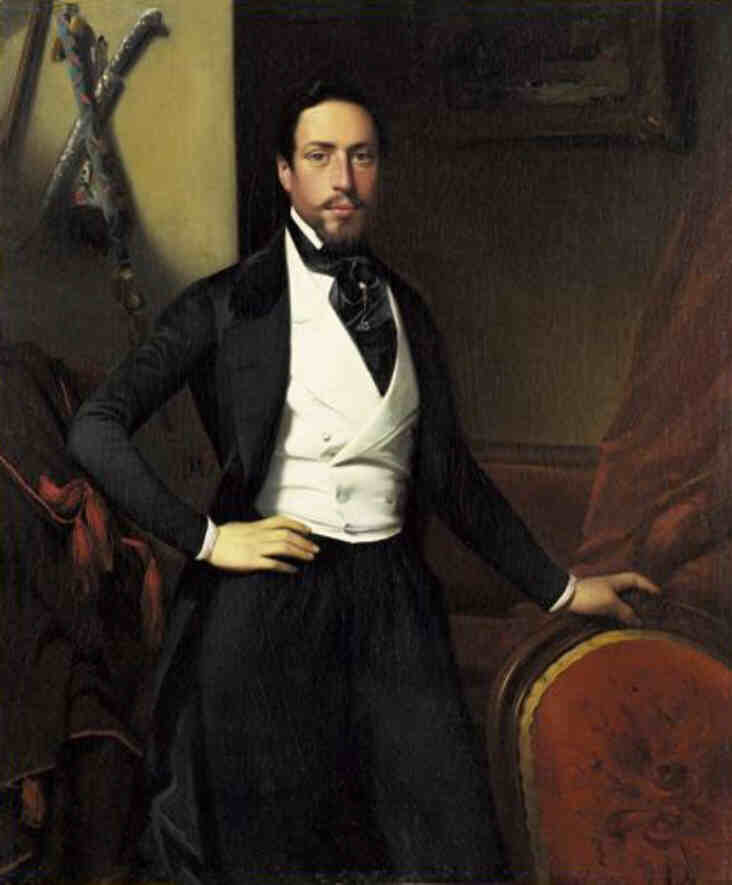
Carlos Augusto Luís José, Duque de Morny. Filho ilegítimo de Hortênsia de Beauharnais. Ele foi criado por sua avó e se tornou próximo de Napoleão III, seu meio-irmão.

Durante o primeiro exílio de Napoleão na ilha de Elba, Hortênsia e sua mãe se retiraram para Malmaison. Eles se tornam próximos do czar Alexandre I. Ele garante que Hortênsia, Eugênio e Josefina sejam bem tratados pelo novo regime dos Bourbon. Eles estão autorizados a manter Malmaison e lá permanecer. Hortênsia recebe o título de duquesa de Saint-Leu do novo rei francês Luís XVIII. A lealdade de Hortênsia permanece com Napoleão. Quando ele foge de Elba em 20 de março de 1815 e recupera seu império, pelo que agora é conhecido como cem dias, ela o apoia.
Após a segunda derrota de Napoleão e o exílio em Santa Helena, Hortênsia não é perdoada por seus conquistadores pela segunda vez. Ela deve fugir de Paris em poucas horas e procurar um lugar para ficar. Membros da família Bonaparte e sua comitiva não são bem-vindos em nenhum lugar da Europa. Hortênsia fica em Aix en Savoy novamente por um tempo. Este lugar a tinha visto altos e baixos. Aqui ela teve um caso pela primeira vez com Flahout, aqui ela secretamente deu à luz seu filho ilegítimo e teve que dizer adeus a ele. Agora ela está aqui novamente, em 1815, persona-non-grata, sem aliados e com mais rebatidas a aceitar. Nessa época, seu ex-marido, Luís Napoleão, ganha um caso de custódia. Seu filho mais velho, Napoleão Luís, é levado para longe dela para viver com seu pai na Itália. Hortênsia e Luís Napoleão ficam para trás, apenas para descobrir que eles não podem ficar em Aix. As forças aliadas acham que é perigoso tê-la vivendo tão perto das fronteiras francesas. Ela não tem permissão para ficar em sua própria casa em Pregny, e só pode ficar em Baden por alguns meses. Hortênsia ainda tem um aliado; seu irmão Eugênio. Ele é casado com uma filha do rei da Baviera. Ele compra uma casa para ela em Augsburgo, onde ela vive de 1817 a 1824. Eugênio a visita com frequência. Em 1818, Hortênsia e o filho mais novo viajam para a Itália para visitar o filho mais velho.
Em 1817, Hortênsia adquire o Château de Arenenberg no cantão suíço de Thurgau. O castelo tem belas vistas do Lago de Constança e das montanhas nevadas. Ela trouxe seus móveis de Paris e com seu próprio gosto insuperável ela fez do lugar uma casa charmosa. O castelo e a dona da casa sempre atraem muitos convidados, que a admiram com admiração. Repleto de música, dança e discussões, o Chateau se torna um lugar popular para exilados. Muitas pessoas influentes querem ser convidadas e apresentadas a Hortênsia. Desnecessário dizer isso irrita muito os novos governantes da França.

## Últimos anos

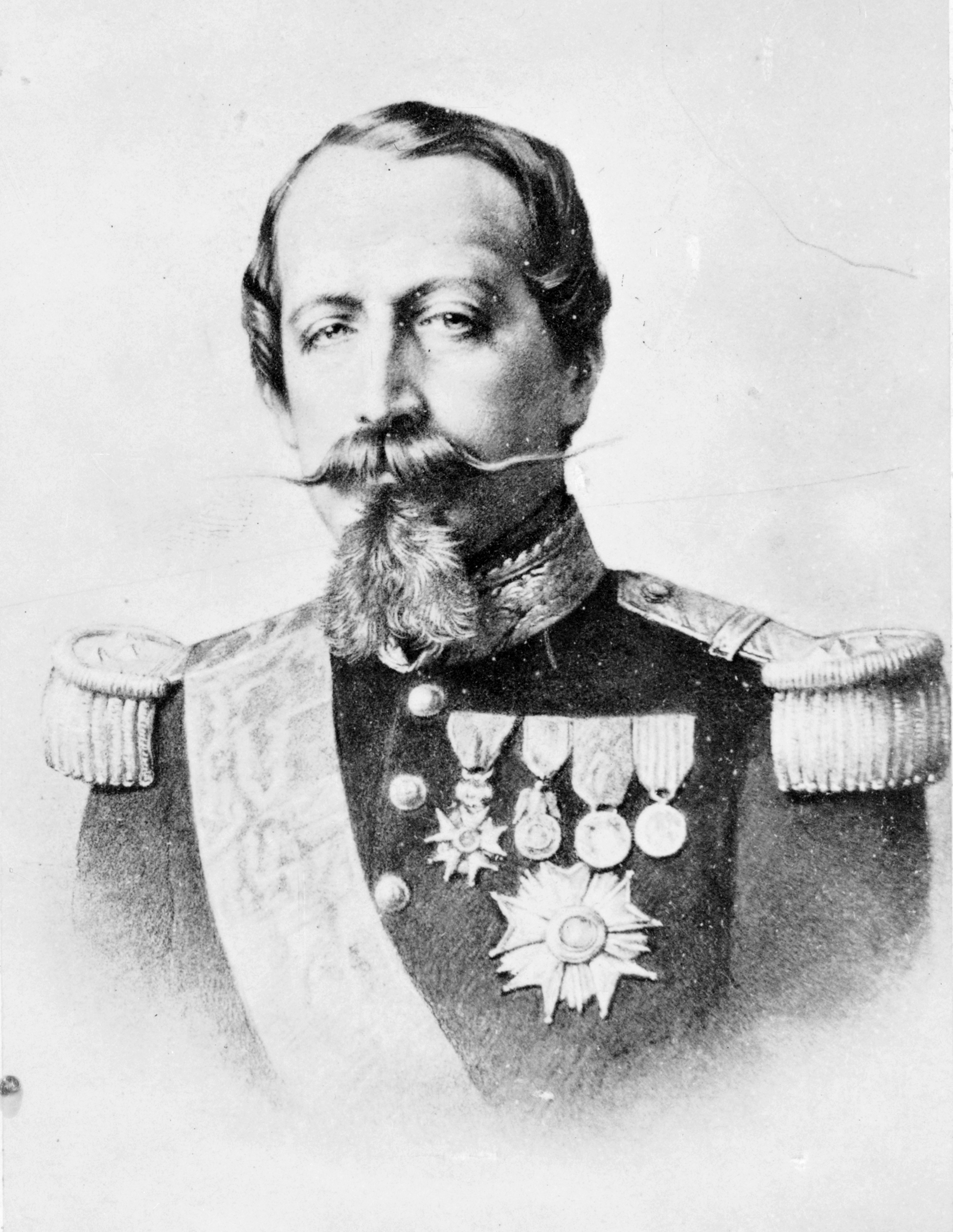
Filho de Hortênsia: Carlos Luís Napoleão Bonaparte, futuro Imperador da França como Napoleão III.

Hortênsia nunca permitiu que seus filhos esquecessem, mesmo no exílio, que poderia ser seu privilégio restabelecer o Império Francês. Em 1831, os dois filhos de Hortênsia moram na Itália. Eles se envolvem em facções republicanas e revolucionárias na Itália que lutam contra o domínio da Áustria no norte da Itália. Durante sua visita anual à Itália, ela se encontra no meio de um motim, com seus filhos à frente dos rebeldes. O pai deles fica furioso, mas é contido em sua cadeira pela gota. Ele pede a Hortênsia que chama seus filhos à ordem, mas ela simpatiza com os filhos. Ela decide segui-los e tentar trazê-los para um local seguro. Que desastre quando ela ouve que seu filho mais velho sofre de sarampo ou escarlatina. Quando ela chegar a ele em Forli ele já está morto. O príncipe é enterrado às pressas. Hortênsia e Luís Napoleão, que entretanto chegou a Forli, fogem para Ancona. Eles planejam embarcar lá para ir para Corfu. Luís também fica gravemente doente. Ele pegou a mesma doença que matou seu irmão. A situação parece desesperadora. Os inimigos austríacos estão se aproximando, e Luís precisa ir embora antes que eles cheguem lá. Luís não pode ser transportado. Hortênsia esconde-o no Palácio do Duque de Canino. Este duque é Luciano Bonaparte, seu cunhado. Ela faz os austríacos acreditarem que Luís já fugiu e afirma que ela mesma estava doente demais para acompanhá-lo. Porém o general austríaco muda-se para o mesmo palácio. Depois de alguma persuasão, ela pode ficar em seus quartos porque está doente. Os austríacos não têm ideia da presença do rebelde sob seu teto. Essa situação dura oito dias. Finalmente, o médico dá ao paciente real permissão para viajar.
Lá vão eles de novo, fugindo pela Europa para encontrar um porto seguro. Na primeira jogada inteligente de Hortênsia, ela foge para a França. Ninguém suspeitaria que eles fossem lá. Depois de uma missão perigosa, eles chegam a Paris, onde se hospedam no Hotel du Holland. Hortênsia encontra-se com o rei Luís Filipe. Ele não acha graça em vê-la e não permite que fiquem muito tempo. Sua presença se tornou conhecida em Paris e atraiu uma multidão de pranteadores pelo Imperador Napoleão no décimo aniversário de sua morte em 5 de maio de 1831. Eles receberam ordens de deixar os Pares imediatamente e se refugiar na Inglaterra. Luís Napoleão fica lá, enquanto Hortênsia volta ao Arenenberg.

## Morte
Ela passou os dias escrevendo suas memórias e escreveu muito sobre seu padrasto. A morte de seu irmão em 1824 a atingiu fortemente. Em 1826, seu filho mais velho casou-se com uma prima, Carlota Bonaparte. Ela esperava ter netos, mas nenhum viria durante sua vida. No início da década de 1830, Hortênsia finalmente conseguiu retornar a Paris. Ela disse ao rei que eles estavam a caminho da Inglaterra e ele a apresentou à esposa e à irmã. Seu filho mais velho morreu aos 26 anos em 1831. Em seus últimos anos, ela guardou luto pelos filhos e viveu apenas para Luís. Sua saúde começou a piorar, embora ela não prestasse atenção especial a isso. Nas primeiras horas de 5 de outubro de 1837, Hortênsia morreu possivelmente de câncer do útero. Ela foi enterrada ao lado de sua mãe Josefina.